# Ferroy (Allande)
Ferroy (en eonaviego, Ferrói) es un lugar perteneciente a la parroquia de Pola de Allande, en el concejo de Allande, comarca del Narcea, Principado de Asturias, España.